# Карлир, Бруно
Бруно Карлир (род. 14 ноября 1956) — нидерландский шахматист, международный мастер (1987).
В десятилетнем возрасте начал заниматься в клубе «Oud-Zuylen» в Утрехте.
В 1975 году стал чемпионом Нидерландов по быстрым шахматам в Зевенбергене.
В 1984 году победил на открытом чемпионате Нидерландов в Дирене.
В составе команды «SO Rotterdam» занял 3-е место на Командном чемпионате Нидерландов 2013/2014 годов.

## Спортивные результаты
| Год       | Город | Турнир                          | + | − | = | Результат | Место |
| --------- | ----- | ------------------------------- | - | - | - | --------- | ----- |
| 2013/2014 |       | Командный чемпионат Нидерландов | 5 | 1 | 3 | 6½ из 9   | 3     |
|           |       |                                 |   |   |   | из        |       |